# Theraphosa stirmi
Espèce
Theraphosa stirmi est une espèce d'araignées mygalomorphes de la famille des Theraphosidae. Elle est aussi nommée Mygale Goliath.

## Distribution
Cette espèce se rencontre au Guyana et au Brésil.

## Description

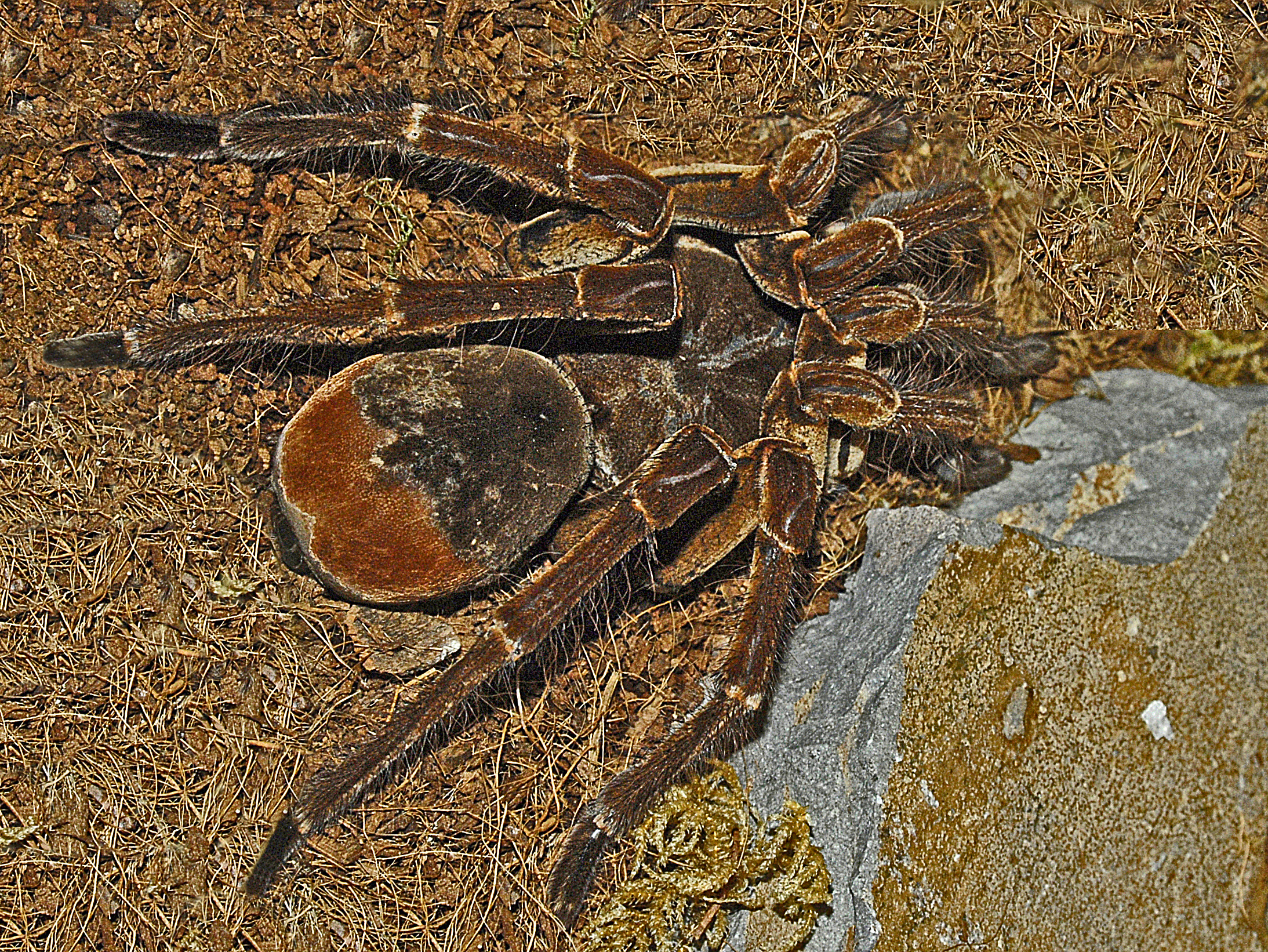
Theraphosa stirmi

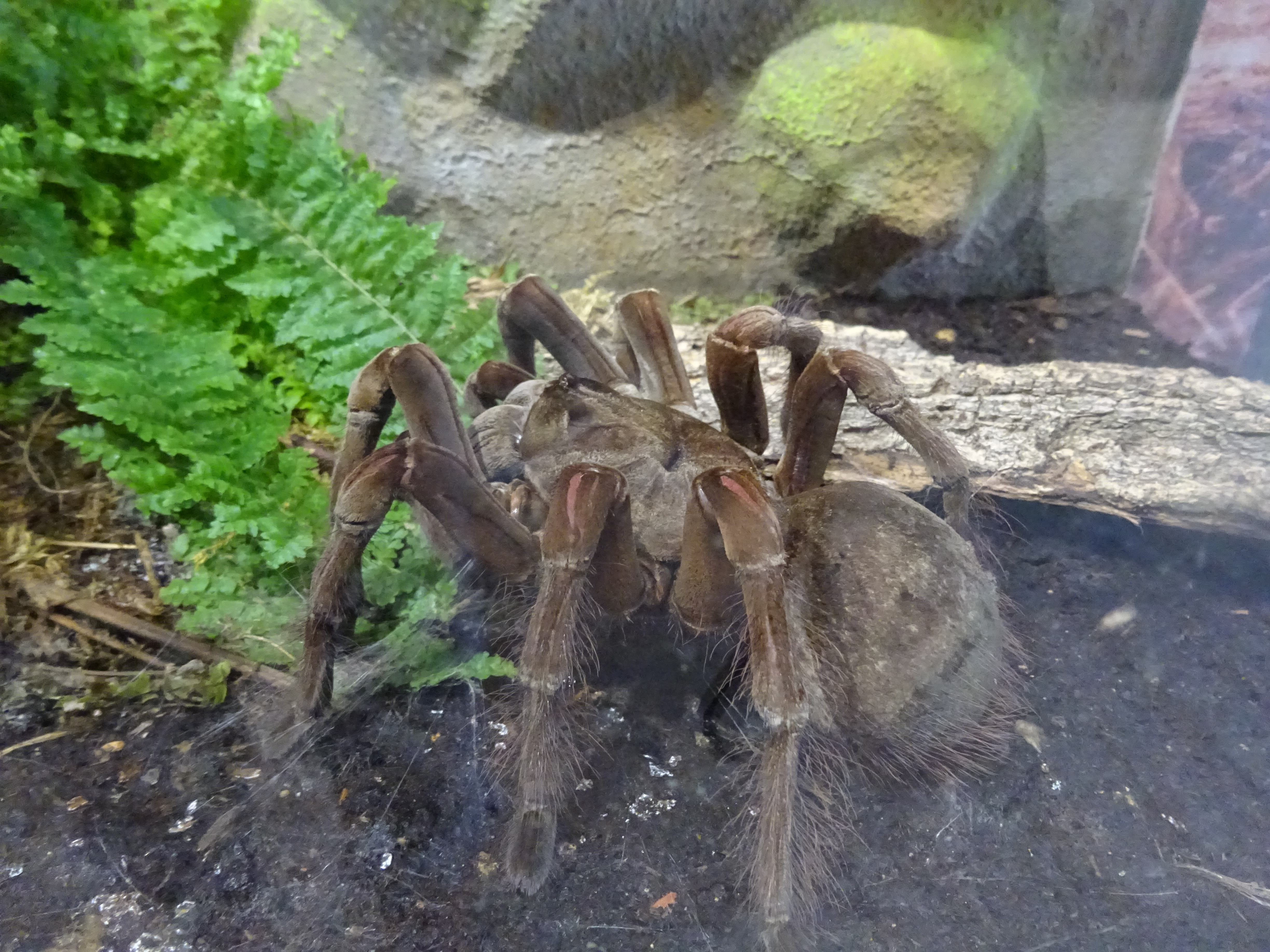
Theraphosa stirmi

La carapace du mâle holotype mesure 36 mm de long sur 33,4 mm et la carapace de la femelle paratype mesure 40 mm de long sur 37 mm.
Longtemps confondue avec sa cousine Theraphosa blondi, il s'agit de la seconde plus grosse mygale au monde derrière Theraphosa blondi et devant Lasiodora parahybana. L'envergure totale d'une femelle adulte peut atteindre 28 cm et son corps 10 cm. C'est une mygale qui, en cas de danger, n'hésite pas à bombarder ses poils urticants ou à mordre si besoin. Ses poils urticants sont, avec ceux de Theraphosa blondi, les plus irritants de toutes les mygales.
Son venin est en principe peu toxique pour l'Homme mais sa morsure est extrêmement douloureuse. L'espérance de vie d'une femelle peut atteindre 25 ans.
Le mâle, quant à lui et comme chez toutes les mygales, a une espérance de vie plus limitée puisqu'il meurt vers l'âge de 3-4 ans, soit un à deux ans après sa dernière mue.

## Étymologie
Cette espèce est nommée en l'honneur d'Andreas Stirm.

## Publication originale
- Rudloff & Weinmann, 2010 : « A new giant tarantula from Guyana. » Arthropoda Scientia, vol. 1, p. 21-40.